# Abrictosaurus consors
Abrictosaurus consors (gr. "reptil muy despierto consorte"), es la única especie conocida del género extinto Abrictosaurus de dinosaurio ornitisquio heterodontosáurido que vivió a principios del período Jurásico, hace aproximadamente 200 a 190 millones de años, entre el Hettangiense y el Sinemuriense, en lo que hoy es África. Fue un pequeño bípedo que pudo haber sido herbívoro u omnívoro, aproximadamente medía 1,20 metros de largo y pesaba un poco menos de 45 kilogramos.
Los heterodontosáuridos fueron pequeños, ornitisquios primitivos, llamados así por su dentadura heterogénea. Son conocidos por sus caninos, o colmillos, en la parte superior e inferior de la mandíbula. No tenía dientes en la parte frontal de la mandíbula, en su lugar había un gran pico usado para cortar las hojas. Tenía tres dientes premolares, siendo los primeros dos pequeños y cónicos y el tercero alargado a modo de los caninos superiores.

## Descripción
Los heterodontosáuridos como Abrictosaurus fueron los primeros pequeños ornitisquios , llamado así por su notable heterodoncia. Son los más conocidos son los grandes caninos parecidos a colmillos (a menudo llamadas caniniformes) tanto en maxilar superior como en el inferior. No hubo dientes en la parte delantera de la boca, en su lugar un duro pico servía para cortar la vegetación. Había tres dientes premaxilares, con los dos primeros iguales pequeños y cónicos y el tercero ampliado para formar el caniniforme superior, el caniniforme inferior es incluso más grande, era el primer diente del dentario. En el maxilar superior, una gran brecha o diastema alojaba al canino inferior y separaba los dientes premaxilares de los dientes más anchos para mascar de la maxila. Los dentes de la mandíbula inferior se alineaban de igual manera. Medía aproximadamente 1,2 metros de largo y pesaba entre 0,68 y 3 kilogramos.

### Dimorfismo sexual
La hipótesis de dimorfismo sexual en los heterodontosáuridos desde hace mucho tiempo se centró en Abrictosaurus . Los colmillos son un rasgo sexualmente dimórfico en muchos mamíferos modernos, como el ciervo almizclero, morsas , los elefantes asiáticos y muchos cerdos, con colmillos que están presente sobre todo en los machos. La falta de colmillos en UCL B54 ha llevado a sugerir que se trataba de una hembra. Tal vez incluso una hembra de otra especie. El descubrimiento de caniniformes en UCL A100 demostraron que A. consors también tiene esta característica de "macho", lo que sugiere que es al menos una especie válida en su propio derecho. Sin embargo, UCL B54 en realidad puede ser un juvenil, basándose en su cara corta y el hueso sacro no fusionadas. Por lo tanto, la falta de colmillos podría ser un rasgo juvenil en lugar de una característica sexual secundaria , lo que debilita el caso para el dimorfismo sexual.

## Descubrimiento e investigación

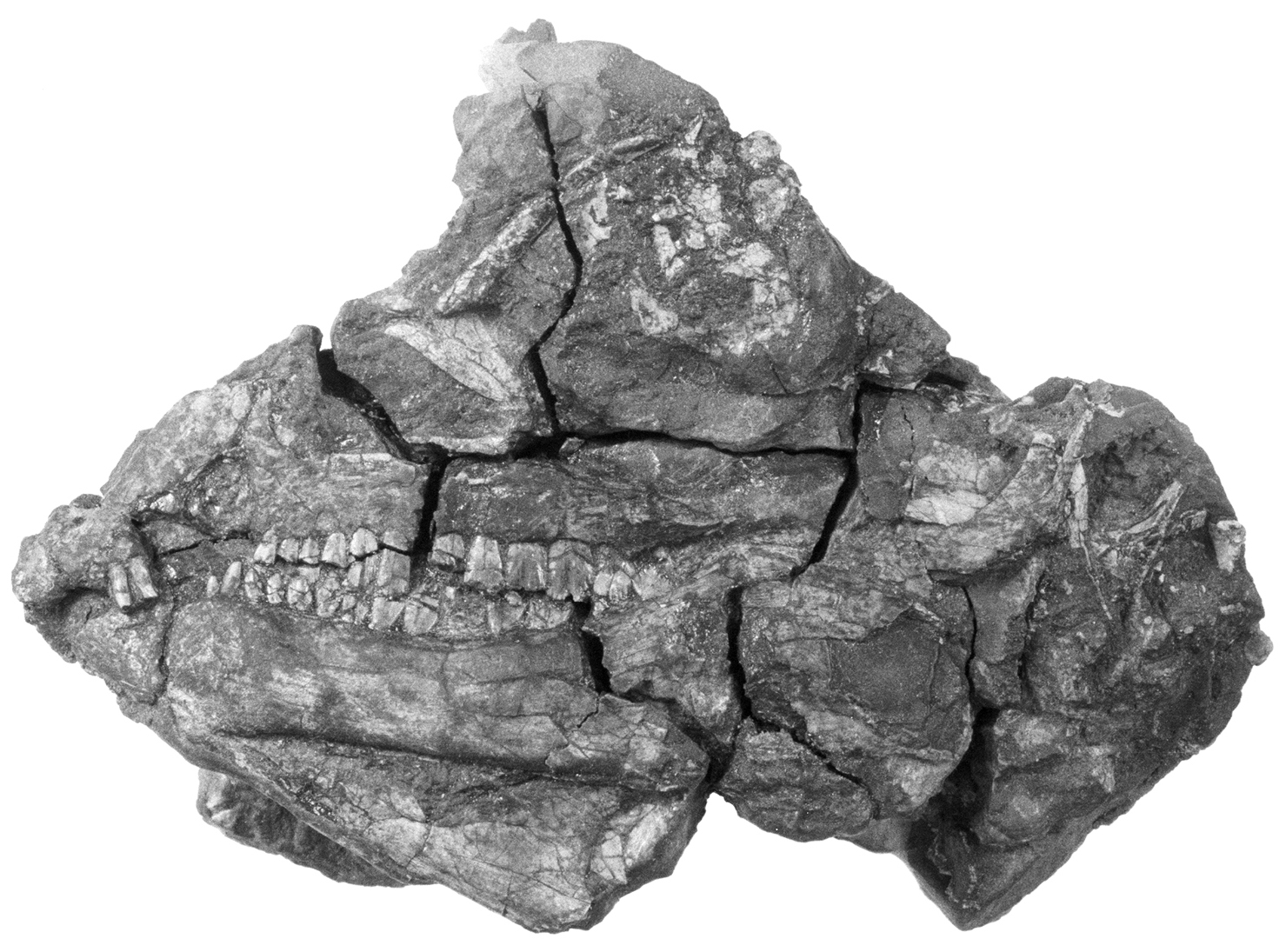
Espécimen NHMUK RU B54

Solo se ha hallado una especie, Abrictosaurus consors. El término latino consors está relacionado con el español "consorte" ("compañero" o "esposo"). Richard Thulborn creyó que el cráneo que encontró perteneció a un animal hembra porque carecía de los colmillos encontrados en otro Abrictosaurus.
Este dinosaurio es conocido por los fósiles de dos individuos, uno descubierto en el Distrito de Qacha's Nek en Lesoto y otro en Provincia del Cabo en Sudáfrica, ambos de la Formación Elliot Superior. Fue encontrado en los estratos del Hettangiense y del Sinemuriense del Jurásico inferior, entre los 200 y 190 millones de años. Esta formación es de dunas de arena así como pantanos esporádicos, de una zona semiárida con periodos ocasionales de lluvias. Otros dinosaurios encontrados en esta formación son el terópodo Megapnosaurus, el sauropodomorfo Massospondylus y otros heterodontosauridos como el mismo Heterodontosaurus y el Lycorhinus. Son también abundantes cocodrilos terrestres, cinodontos y algunos mamíferos primitivos. El primero fue nombrado y descrito por Thulborn en 1974 como una especie de Lycorhinus. Más tarde fue colocado en su propio género, Abrictosaurus, por James Hopson en 1975 gracias al descubrimiento de un nuevo cráneo más completo.
Los dos ejemplares de Abrictosaurus se encuentran en la colección del University College de Londres. El espécimen holotipo fue descubierto en Lesoto y consiste en un cráneo parcial y esqueleto (UCL B54). paleontólogo Richard Thulborn , quien describió por primera vez la muestra en 1974, consideró que era una nueva especie de Lycorhinus y lo llamó L. consors, utilizando palabra latina Consors que significa "compañero" o "cónyuge". Como UCL B54 carecían de los caniniformes que habían sido encontrados en las especies tipo , Lycohinus angustidens, Thulborn creía que era hembra. Ningún otro cráneo ni esqueletos de Abrictosaurus se han descrito en la literatura. Un diente de finales del Triásico de Suiza ha sido asignado a Abrictosaurus sp., pero esto no ha sido apoyado, como el espécimen no tiene características únicas de Abrictosaurus, heterodontosáuridos u ornitisquios en general.
En 1975, James Hopson redescribe un cráneo heterodontosaurio fragmentario, UCL A100 encontrado en Sudáfrica que Thulborn había asignado previamente a Lycorhinus angustidens. Después de mostrar que UCL A100 no podían pertenecer a L. angustidens sino que era más similar a la UCL B54, Hopson erigió un nuevo género para contener ambos especímenes. El nombre genérico Abrictosaurus del griego αβρικτος,  abriktos que significa "despierto" y σαυρος, sauros 'lagarto', se refiere a las discusiones con Hopson Thulborn sobre la hipótesis de que heterodontosáuridos experimentó periodos de estivación, hibernación durante temporadas de calor y o sequía. En el nombre específico se mantuvo, la forma binomial Abrictosaurus Consors. A pesar del cambio de nombre de Hopson, Thulborn siguió considerando Lycorhinus angustidens, Heterodontosaurus tucki y Abrictosaurus consors designa tres especies del género Lycorhinus. La mayoría de los paleontólogos optan por mantener los tres géneros por separado, aunque no hay una definición precisa de una especie o género en paleontología.

## Clasificación
Abrictosaurus se considera generalmente como la más basal miembro de la familia Heterodontosauridae. Lycorhinus y Heterodontosaurus ambos tenían la copa más alta en los dientes de la mandíbula, que se solapaban entre sí, formando una superficie continua de mascar análoga a las de los hadrosáuridos . Abrictosaurus tenía más separadas las muelas, con menores coronas, más similares a otros ornitisquios tempranos. Se ha sugerido que Abrictosaurus carecía de colmillos y que esta es otra característica primitiva. Sin embargo, los caniniformse estaban claramente presentes en uno de los dos especímenes de Abrictosaurus. El caniniforme superior mide 10,5 milímetros de alto, mientras que el inferior alcanzaba los 17 mm. Estos eran caniniformes estaban dentados solo en la superficie anterior, a diferencia de los de Lycorhinus y Heterodontosaurus, que fueron aserrados en tanto anterior como posterior bordes. Abrictosaurus también tenían más pequeñas, menos potentes que los miembros delanteros Heterodontosaurus y una falange menos en tanto los dígitos cuarto y quinto de la extremidad anterior.